# Chthoneis iquitoensis
Chthoneis iquitoensis es un coleóptero de la familia Chrysomelidae.
Fue descrita científicamente en 1956 por Bechyne.